# Augustinerinnenkloster Glindfeld

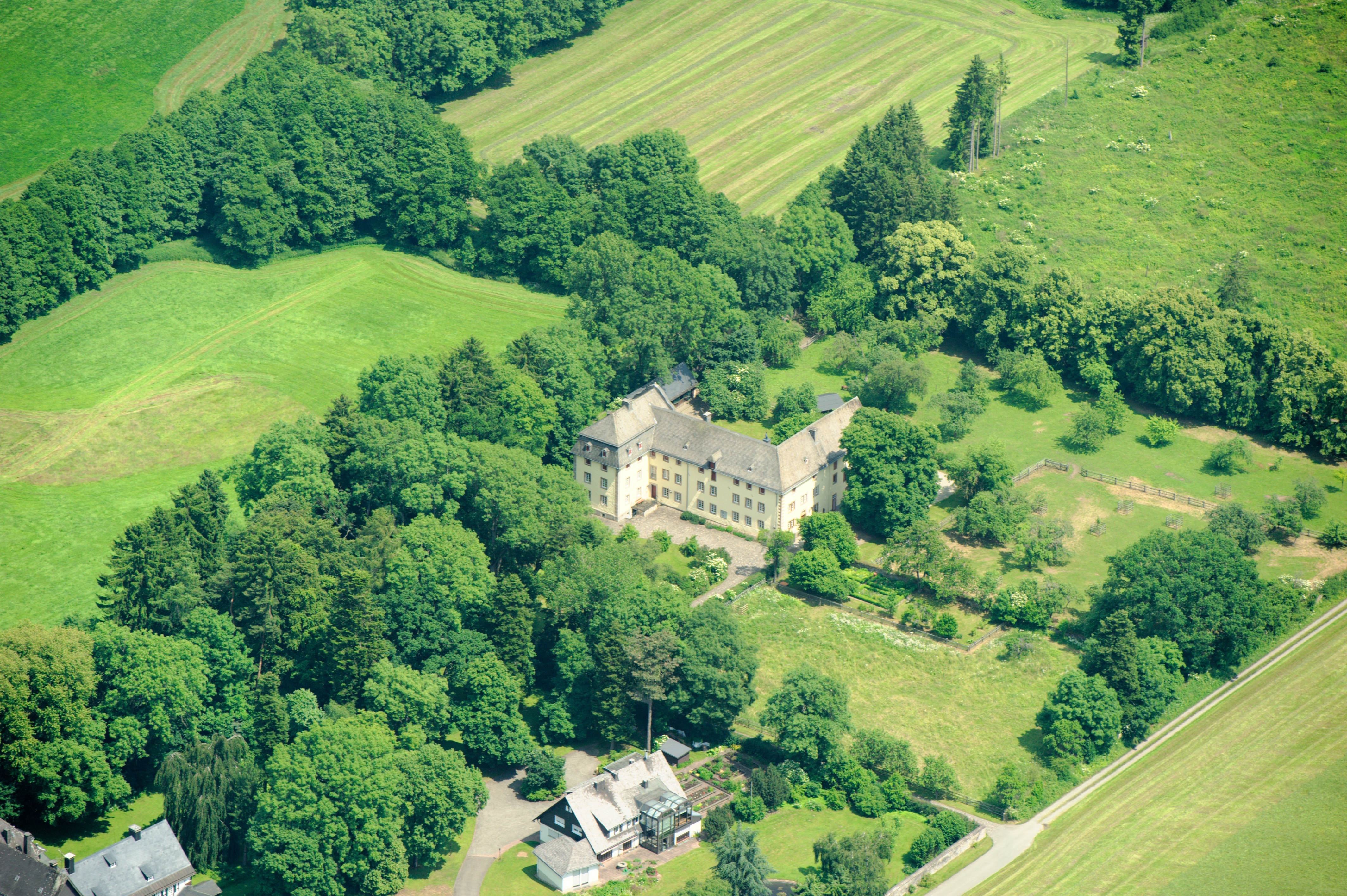
Kloster Glindfeld aus südwestlicher Richtung

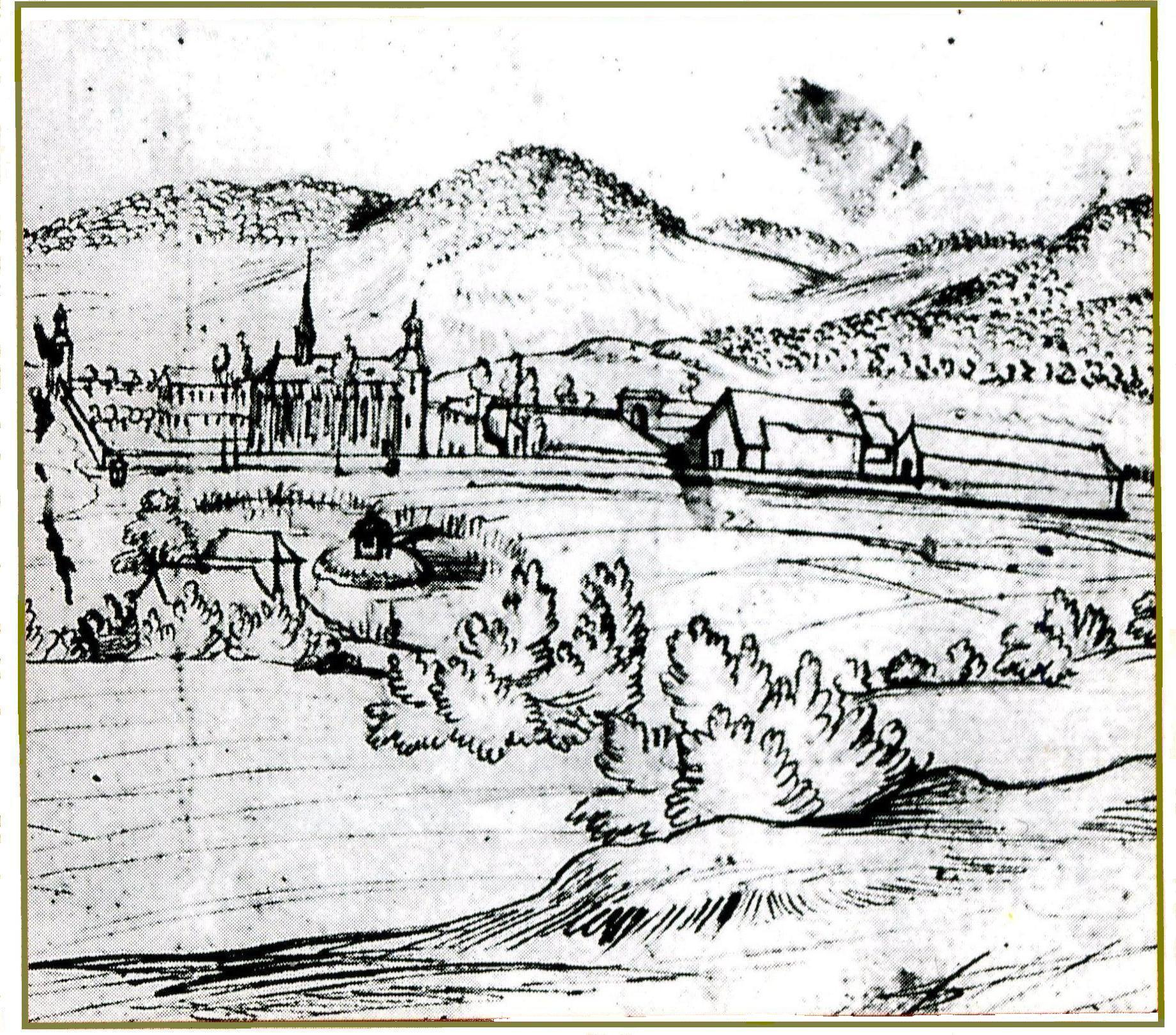
Augustinerinnenkloster Glindfeld 1720

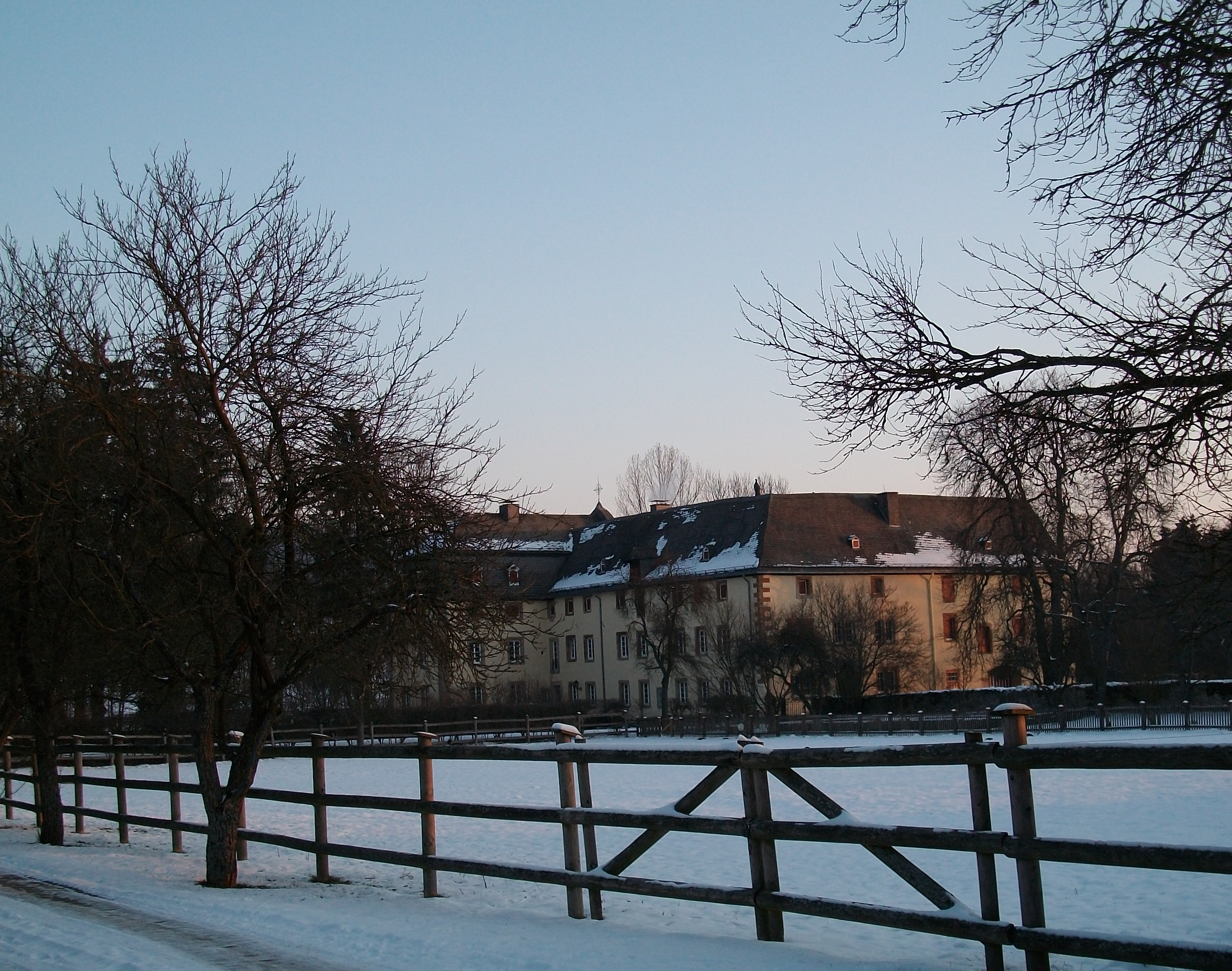
Ehemaliges Konventsgebäude

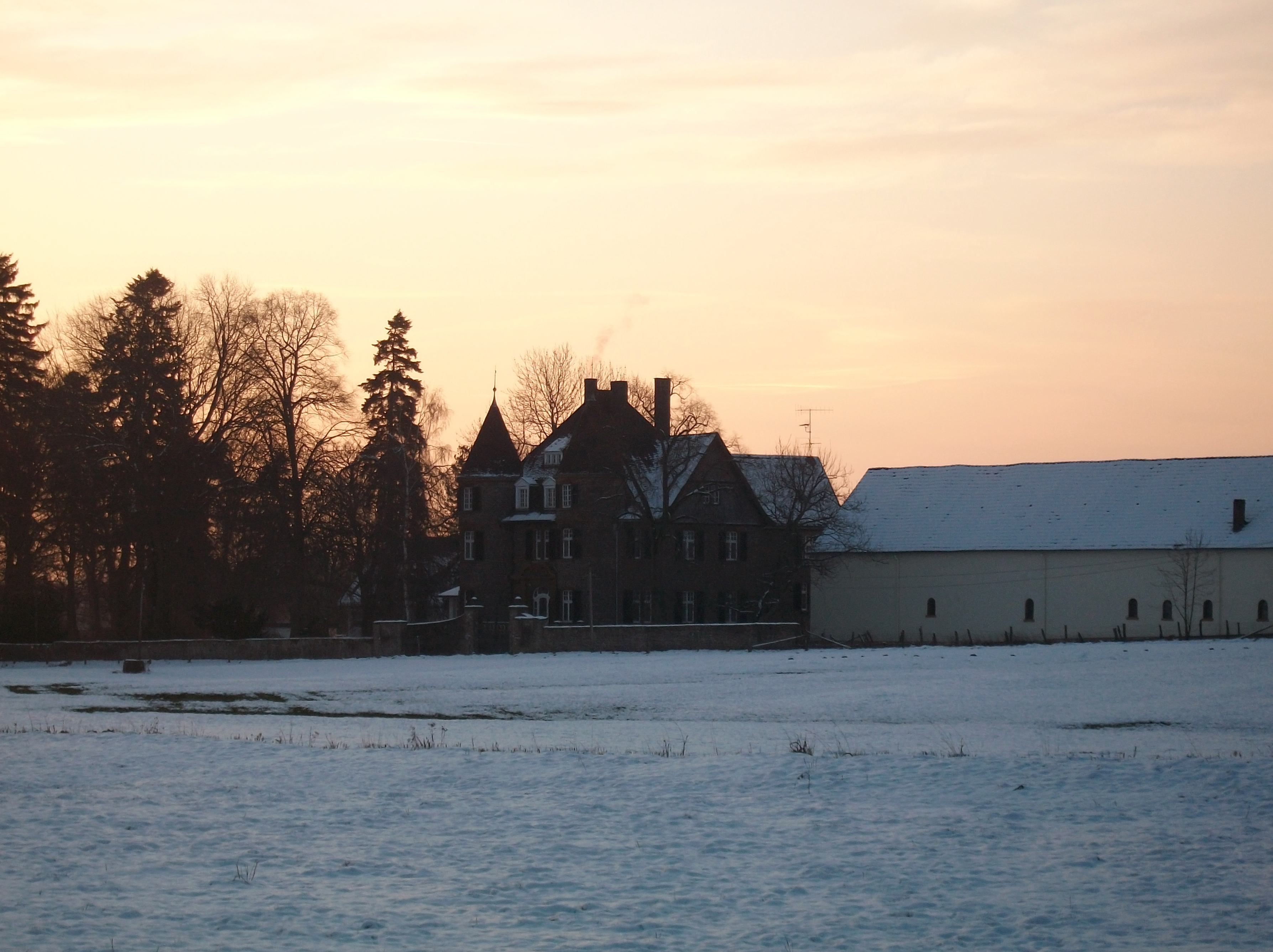
Villa Hohe Mirke genannt Burg

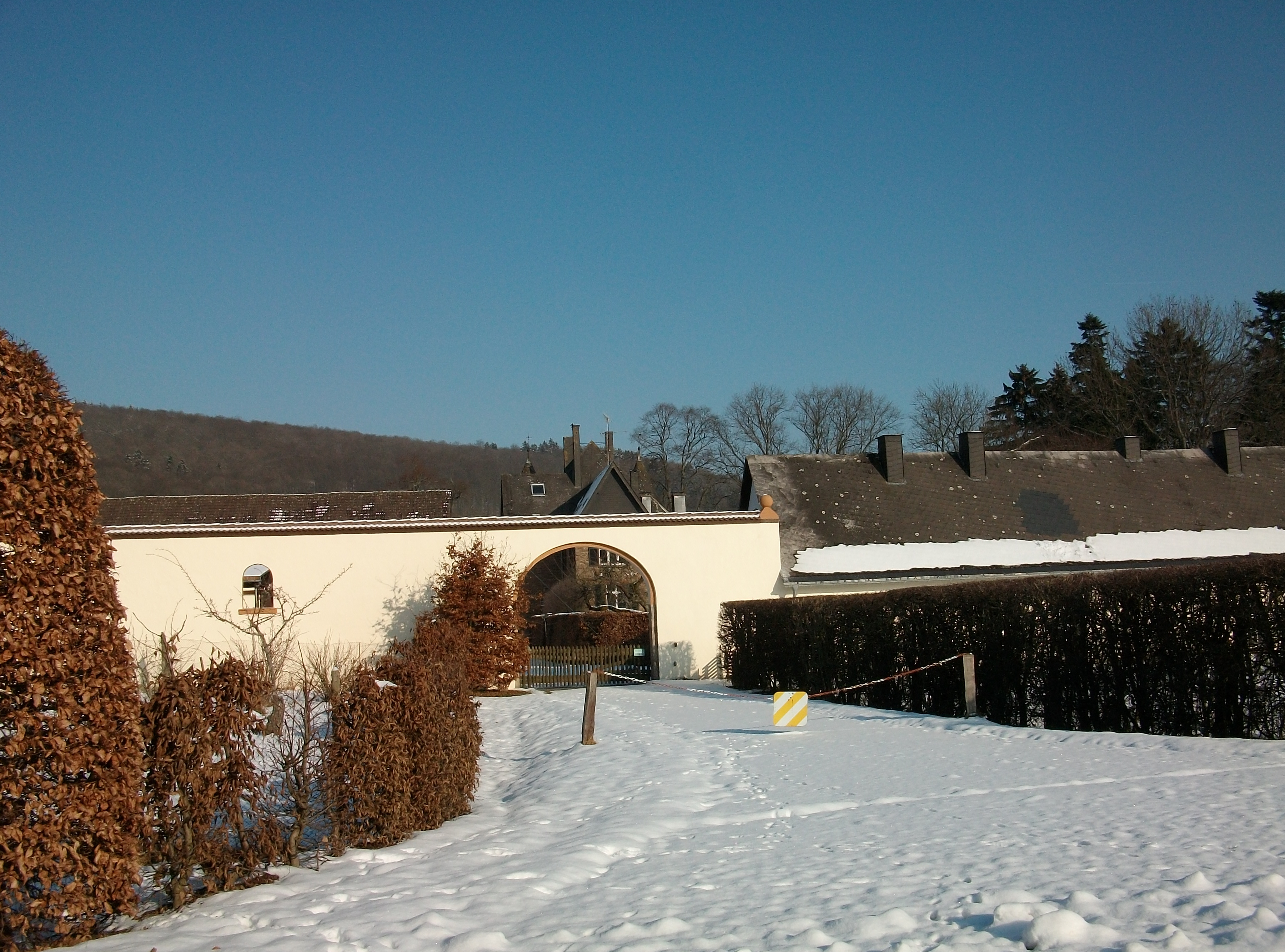
Zugang von Süden

Das Kloster Glindfeld war ein Kloster in Glindfeld bei Medebach. Es entstand nach 1298 als Augustinerinnenkloster und wurde 1499 in ein Kreuzherrenstift umgewandelt. Als solches bestand es bis zur Aufhebung im Jahr 1804.

## Geschichte
Der Erzbischof von Köln Philipp I. von Heinsberg bestätigte 1179 in einer Urkunde das Lehen eines „wüsten Hofes an der Ruhr“ an die „custelhergensis ecclesia“. Die Klosterfrauen werden jedoch erstmals 1275 in einer Urkunde erwähnt. Im Jahr 1294 übertrug Kloster Grafschaft seinen Haupthof in Glindfeld dem Kloster Küstelberg. Dafür verpflichteten sich die Nonnen, ihren Propst aus Kloster Grafschaft zu wählen.
Am 12. März 1297 beauftragte der Kölner Erzbischof Wigbold von Holte den Abt des Klosters Grafschaft Luitbert von Rödinghausen mit der Übersiedlung der Augustinerinnen von Kloster Küstelberg nach Glindfeld. Diese erfolgte dann 1299. Für den Bau der Klosterkirche reichten die Mittel nicht, so dass immer wieder zu Spenden aufgerufen wurde. Die Kirche konnte erst nach 1338 fertiggestellt werden. Begonnen im romanischen Stil, wurde sie noch während des Baues in eine gotische Hallenkirche umgestaltet.
1302 wurde das Augustinerinnenkloster „novo Quistelberg“ und 1339 „St. Maria in Glyntfelde“ genannt. Der Propst wurde aus Kloster Grafschaft gewählt.
Das Kloster galt trotz einzelner Schenkungen im ganzen 14. Jahrhundert als ausgesprochen arm. Einkünfte bezog das Kloster aus der Schafzucht (1361/62), aus verschiedenen Teichen sowie aus Mühlen in den späteren Wüstungen Ahusen bei Medebach und Wernsdorf bei Winterberg sowie einer weiteren am Mühlenteich.
Die wirtschaftlichen Schwierigkeiten führten dazu, dass immer wieder wichtige Klostergüter verkauft werden mussten. Gegen Ende des 15. Jahrhunderts verfiel das Kloster durch Misswirtschaft und ungenügende Verwaltung immer mehr. 1499 lebten nur noch zwei Nonnen im Kloster. Auf deren Wunsch übertrug der Kölner Erzbischof Hermann das Kloster dem Orden der Kreuzherren. Die beiden Nonnen und der Propst erhielten eine Leibrente.
Im Jahr 1694 wurde der Südflügel des Klosters neu erbaut und im 18. Jahrhundert erfolgte der Bau des sogenannten Neuen Flügels unter Einbeziehung alter Kellergewölbe. Nach der Aufhebung des Klosters wurde nach 1804 die Kirche sowie der alte Ostflügel abgerissen. Das Klostergut wurde 1821 verkauft. In den übrig gebliebenen Gebäuden befand sich bis 1995 ein Forstamt. Der Besitzer von Gut Glindfeld errichtete auf dem Gut um 1900 die Villa Hohe Mirke auch Burg genannt. Der Kulturring Medebach veranstaltet dort Konzerte, Theateraufführungen und Kunstausstellungen.

## Priorinnen des Klosters Glindfeld
- 1315 Richez[4]
- 1327–1356 Gertrud von Helden
- 1356 Gertrud von Emmerichusen
- 1357–1370 Yliande/Juline
- 1371 Elisabeth
- 1388 Jutta von Anröchte
- 1400 Aleke von Oyle
- 1426 Grete von Schnellenberg
- 1458 Odelige Luderwaldes
- 1492–1496 Alheit von Geismar

## Pröpste des Klosters Glindfeld
- 1299/1325 Gottfried von Padberg[5]
- 1326/1342 Alexander von Helden[6]
- 1347, 1353/1355 Johannes von Plettenberg[7]
- 1351, 1356/1357 Hermann von Ostendorf[8]
- 1361/1378  Johann Freseken[9]
- 1381/1383 Johann von Dorfeld[10]
- 1388 Frank von Schnellenberg[11]
- 1400/ca. 1450   Heidenreich von Leyssen, gen. Krevet[12]
- 1464/1480 Hermann von Visbeck[13]
- 1490/1493 Johann von Odingen[14]
- 1496/1499 Heinrich Quatermark[15]

## Quellen

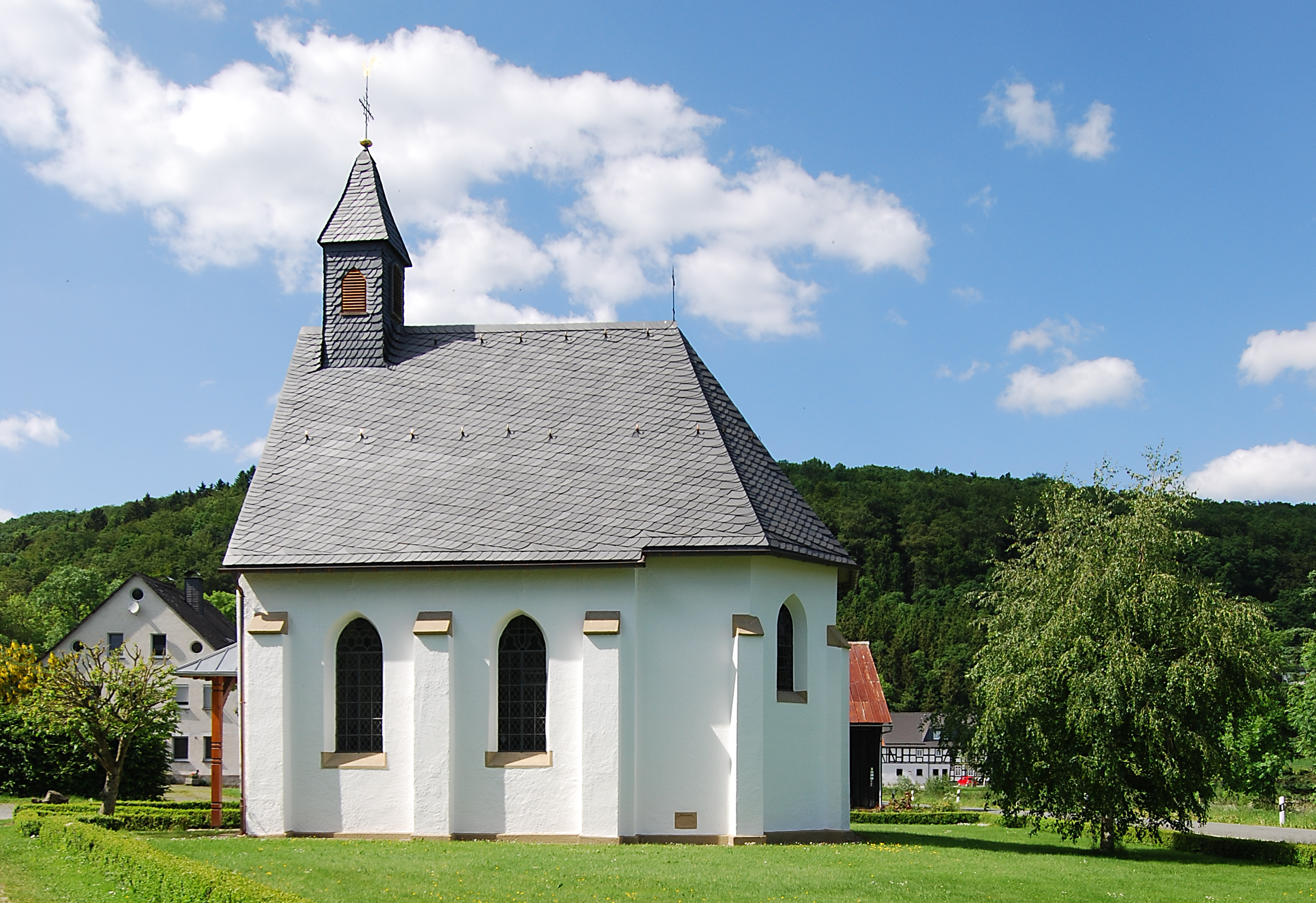
Kapelle St. Laurentius vor dem Kloster